# 존 C. 브레킨리지
존 캐벌 브레킨리지(John Cabell Breckinridge, 1821년 1월 16일 ~ 1875년 5월 17일)는 미국의 제14대 부통령 (1857년 ~ 1861년)이자 남북 전쟁 동안 남군의 장군을 지냈다. 켄터키주의 토박이로 브레킨리지는 1851년부터 1855년까지 미국 의회에서 지내기 전에 켄터키주의 하원으로서 자신의 정치 경력을 시작하였다. 1856년 부통령으로 선출되고, 그러고나서 1860년 비성공적인 입찰을 하였다. 남북 전쟁의 시작에 그는 아메리카 연합국에 가입하여 샤일로 전투에서 여단 사령관으로 복무하였다. 1862년 소장으로 진급된 브레킨리지는 1864년 셰넌도어 계곡에서 남군을 지휘하기 전에 스톤스강과 치카모가 전투에서 싸웠다. 그는 후에 1865년 최종 전쟁 장관으로 지내기 전에 뉴마켓과 콜드하버 전투에서 중요한 역할을 하였다. 남북 전쟁이 끝난 후 브레킨리지는 1869년 켄터키주로 돌아오기 전에 배를 타고 달아났다.

## 어린 시절
켄터키주 렉싱턴에서 태어났다. 그의 조부 존은 토머스 제퍼슨 대통령 아래 법무 장관을 지냈고, 그의 부친 조지프는 현저한 변호사이자 주의 정치인이었다. 브레킨리지는 프린스턴 대학교에서 법학을 전공하기 전에 켄터키주의 센터 칼리지에서 수학하였다. 그러고나서 그는 고향으로 돌아와 트랜실베이니아 대학교에서 수학하여 1841년에 졸업하였다.
브레킨리지는 학교를 떠난 후 아이오와주와 켄터키주에서 법률을 실행하였고 1843년 메리 시렌 버치에게 결혼하였다. 브레킨리지 부부는 후에 5명의 자식을 두었다. 다음에 브레킨리지는 미국-멕시코 전쟁이 일어난 동안 지원군으로 지냈으나 전투를 보지 못하였다.

## 정치 경력

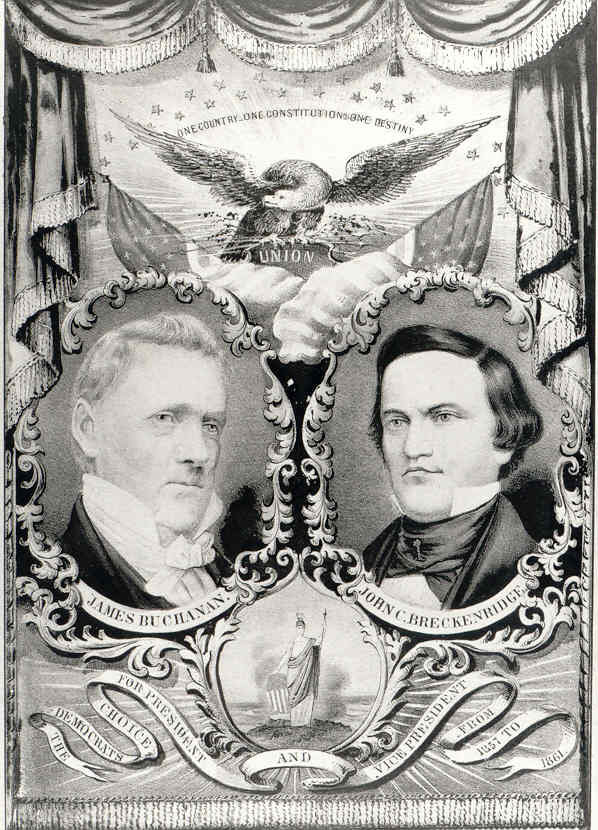
뷰캐넌과 브레킨리지의 선거 운동 포스터

1849년 브레킨리지는 켄터키주 하원에서 의석을 이겼을 때 자신의 정치 경력을 시작하였다. 1851년 그는 민주당원으로서 미국 하원에 선출되어 1855년까지 지냈다. 이 시간 동안 브레킨리지는 하원 의장에 자신의 설득력있는 연설들로 알려진 지도적인 남부의 정치인으로서 자신을 설립하였다. 제임스 뷰캐넌 대통령을 옆으로 14대 부통령이 선출되었을 때 1856년 그의 급격한 상승이 지속되었다. 그의 선거에 34세 만의 나이로 브레킨리지는 미국 역사상 최연소 부통령이었다.
1860년 브레킨리지는 민주당의 남부 당파의 일부로서 대통령을 위하여 나갔다. 특히 친노예제 정강 선언에 운동을 벌였을 때 그는 또한 남부 회합의 소란스러운 가운데 아메리카 합중국을 유지하는 자신의 성원에서 발성력이 있었다. 브레킨리지는 최후적으로 일반 투표에서 에이브러햄 링컨과 스티븐 A. 더글러스의 뒤로 3위를 하였다. 이 패배에 불구하고 그는 1861년 3월 켄터키주 입법부에 의하여 상원으로 임명되었다. 브레킨리지는 남북 전쟁의 시작 후에 마저 직무에 남아있었고, 갈등이 심화됨에 따라 자신의 고향 주가 탈퇴하는 데 격려하였다. 켄터키주가 합중국의 편을 들은 후, 체포를 두려워한 그는 9월에 남부로 달아났다.

## 남북 전쟁

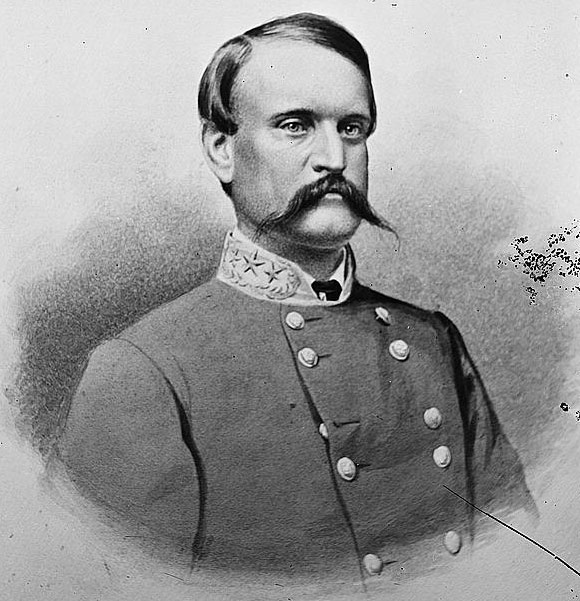
남군 장군으로서 브레킨리지

북부에서 배신자로 간주된 브레킨리지는 버지니아주로 여행을 떠나 아메리카 연합국으로 자신의 업무들을 제공하였다. 11월 여단 사령관으로 임관된 그는 자신들의 고향 주에 의하여 군인들이 버려진 것을 느꼈던 켄터키주 부대, 이른바 "고아 여단"의 명령에 배치되었다. 1862년 4월 브레킨리지는 샤일로 전투에서 예비 군단을 지휘하였고 그의 부대는 "호박벌의 둥지"로 알려진 지역에서 무거운 싸움이 일어난 동안 50명 가까이 되는 사상자들을 냈다. 잠시 후에 그는 소장으로 진급되었다.
그해 8월 북군의 통치로부터 루이지애나주 배턴루지를 억지로 얻어내는 데 실패한 시도를 이룬 후에 브레킨리지는 테네시주 머프리스보로 근처에서 브랙스턴 브래그의 군대에 가입하였다. 그는 1863년 1월 스톤스강 전투에 참여하였고, 브래그가 그에게 합중국의 경계선들에 무모한 책임을 맡는 데 명령을 내린 후 그의 부대는 거대한 사상자들을 냈다. 브레킨리지와 브래그는 전투의 여파로 낙진을 경험하였고, 함께 자신들의 나머지 임기를 위하여 열악한 조건에 머물렀다.
6월 빅스버그의 방어에 참전한 후, 브레킨리지는 9월 치카모가 전투에서 남군의 승리에 복무하였다. 전투가 일어난 동안 그의 부대는 북군의 좌측면에 공격을 주도하였고 대략 30 퍼센트의 사상자들을 입었다. 브레킨리지는 다음에 그해 가을에 채터누가에서 브래그의 포위 공격에 참전하였다. 11월 채터누가 전투가 일어난 동안 그의 부대는 미셔너리 리지에 북군의 장군 조지 H. 토머스의 공격에 의하여 행군 명령을 받았다. 브래그는 후에 채터누가의 패배에 브레킨리지를 비난하려고 하였고, 전투가 일어난 동안 그를 술에 취한 것으로 고발마저 하였다.
브래그의 비난들이 있는 동안 1864년 2월 브레킨리지는 리치먼드로 불려져 셰넌도어 계곡을 포함한 대략의 지휘인 버지니아주의 서부를 지휘하는 책임이 주어졌다. 그는 버지니아 군사 연구소에서 온 사관 후보생들이 자신의 군사들과 함께 싸워 계곡으로부터 북군의 장군 프란츠 지겔의 상관 군대를 몰아냈을 때 5월 뉴마켓 전투에서 뜻밖의 승리를 거두었다. 다음에 브레킨리지는 자신의 부하들이 북군에 의한 무거운 공격을 격퇴한 콜드하버 전투를 위하여 북부 버지니아 육군을 강화하였다.
후에 브레킨리지는 워싱턴 D. C.에 유명한 급습을 위하여 주벌 얼리 장군에게 가입하여 7월 모노케이시와 2차 컨스타운 전투에 참여하였다. 그는 그러고나서 버지니아주 남서부에서 군대를 지휘하였다. 10월 그의 군대들이 버지니아주 솔트빌 근처에 작은 전투를 이긴 후에 어떤 브레킨리지의 부하들은 북군의 후퇴가 있는 동안 대략 150명의 흑인 군인들을 살해하였다. 브레킨리지는 이 위법 행위에 분노하였으나 책임이 있는 사관들을 체포하는 데 자신의 시도들에서 약간의 성공을 가졌다. 11월 그는 테네시주로 원정을 맡아 불스갭 전투에서 승리를 거두었다. 그의 인력과 공급이 감소하자 그는 그러고나서 그해 후순에 버지니아주 서부에서 일련의 작은 전투들을 치루었다.
1865년 1월 브레킨리지는 아메리카 연합국의 5대이자 최종 전쟁 장관으로 임명되었다. 4월 남군의 항복에 대비하여 퇴색하는 전쟁 노력 관리에 잘 수행하였다. 이 시간 동안 브레킨리지는 적대 행위의 조직적인 종말을 주장하였고 게릴라 활동들을 통하여 전쟁을 확장하지 말라고 제퍼슨 데이비스를 조언하였다.

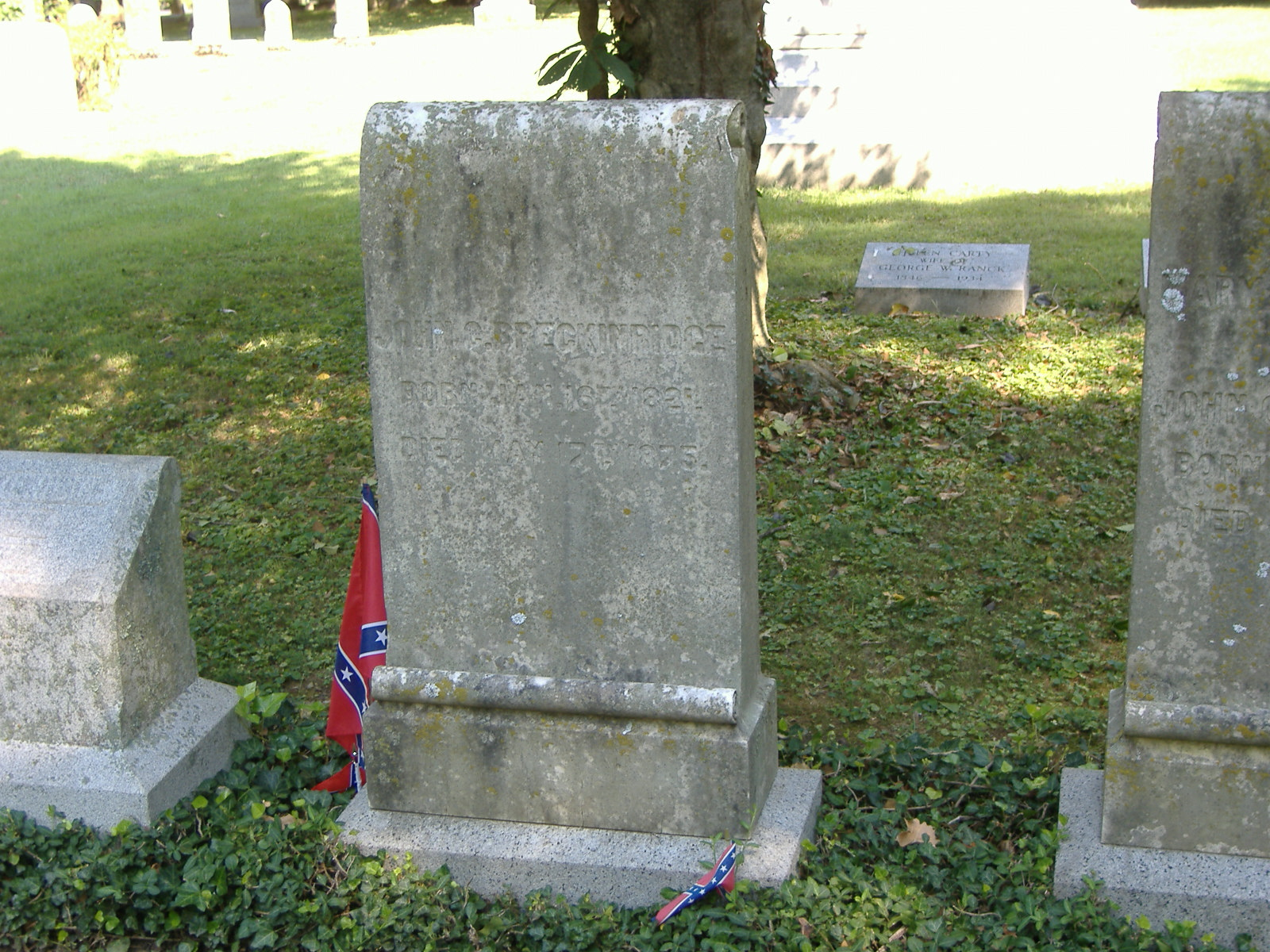
렉싱턴 묘지에 있는 브레킨리지의 묘비

## 이후의 생애
북군에 의하여 포로로 잡히는 것에 두려워 한 브레킨리지는 남북 전쟁의 말기에 쿠바로 달아났고, 그러고나서 영국과 캐나다로 진행하였다. 토론토에서 자신의 가족과 다시 합친 그는 그러고나서 유럽에 연장 여행을 시작하였다. 미국으로 안전하게 돌아오는 데 대통령의 사면이 그를 허용했을 때 브레킨리지는 1869년까지 망명에 남아있었다. 정치로 복귀하는 데 요구들을 무시한 그는 고향 렉싱턴에 정착하여 자신의 법률 실행을 다시 시작하였다. 그는 결국적으로 버지니아의 피드먼트 앤드 알링턴 보험 회사의 켄터키 지점은 물론 엘리자베스타운, 렉싱턴 앤드 빅샌디 철도의 회장을 지내려고 하였다.
1875년 5월 17일 고향에서 54세의 나이로 사망하였다.

## 역대 선거 결과
| 선거명      | 직책명                      | 대수 | 정당       | 득표율  | 득표수 (선거인단)   | 결과 | 당락                   |
| ----------- | --------------------------- | ---- | ---------- | ------- | ------------------- | ---- | ---------------------- |
| 1850년 선거 | 하원의원 (켄터키 제8선거구) | 32대 | 민주당     | 52.45%  | 5,671표             | 1위  | 켄터키주 하원의원 당선 |
| 1852년 선거 | 하원의원 (켄터키 제8선거구) | 33대 | 민주당     | 52.10%  | 6,532표             | 1위  | 켄터키주 하원의원 당선 |
| 1856년 선거 | 미국의 부통령               | 14대 | 민주당     | 45.28%  | 1,836,072표 (174명) | 1위  | 미국의 부통령 당선     |
| 1860년 선거 | 상원의원 (켄터키 제3부)     | 37대 | 민주당     | 100.00% | 1표                 | 1위  | 켄터키주 상원의원 당선 |
| 1860년 선거 | 미국의 대통령               | 16대 | 입헌민주당 | 13.06%  | 47,532표 (37명)     | 2위  | 낙선                   |